# Tovomita weberbaueri
Espèce
Classification phylogénétique
Statut de conservation UICN

 VU D2 : Vulnérable
Tovomita weberbaueri est une espèce de plantes à fleurs de la famille des Clusiaceae.

## Publication originale
- Botanische Jahrbücher für Systematik, Pflanzengeschichte und Pflanzengeographie 58(Heft 4, nr. 130): 7–8. 1923. (1 Jul 1923)